# Pacajus
Pacajus là một đô thị thuộc bang Ceará, Brasil. Đô thị này có diện tích 254,435 km², dân số năm 2007 là 53571 người, mật độ 211,26 người/km².